# Vinezac
Vinezac település Franciaországban, Ardèche megyében. Lakosainak száma 1388 fő (2022. január 1.). Vinezac Ailhon, Balazuc, Chassiers, Lachapelle-sous-Aubenas, Lanas, Largentière és Uzer községekkel határos.

## Népesség
A település népessége az elmúlt években az alábbi módon változott:
| Lakosok száma | 551  | 686  | 856  | 1125 | 1327 | 1359 | 1371 | 1401 | 1410 | 1388 |
|               | 1968 | 1982 | 1990 | 2006 | 2013 | 2015 | 2017 | 2019 | 2020 | 2022 |